# BlueStacks
BlueStacks — це американська технологічна компанія, яка займається розробкою емулятора BlueStacks та інших хмарних крос-платформних продуктів. BlueStacks призначений для того, щоб додатки Android могли запускатись на ПК для Microsoft Windows та macOS від Apple. Компанія заснована у 2009 році Джеймом Вайшнавом [Архівовано 27 жовтня 2021 у Wayback Machine.], Суманом Сарафом та Розеном Шармом, колишнім технічним директором McAfee та членом правління Cloud.com .
Інвестори у BlueStacks — Andreessen Horowitz, Redpoint, Samsung, Intel, Qualcomm, Citrix, Radar Partners, Ignition Partners, AMD та інші.
Компанію анонсували 25 травня 2011 року на конференції Citrix Synergy у Сан-Франциско. Генеральний директор Citrix Марк Темплтон продемонстрував ранню версію BlueStacks на сцені та оголосив, що компанії створили партнерство. Публічна альфа-версія App Player була запущена 11 жовтня 2011 р. App Player вийшов із бета-версії 7 червня 2014 року.

## Емулятор програм
App Player-це програмне забезпечення, яке віртуалізує ОС Android. Його можна завантажити для Windows 10 та macOS . Основні функції програмного забезпечення безкоштовні для використання. Додаткові функції вимагають щомісячної підписки . Компанія стверджує, що App Player підтримує 1,5 мільйона програм для Android. Станом на листопад 2019 року BlueStacks було завантажено понад 210 мільйонів разів. App Player має мишку, клавіатуру та зовнішні елементи керування тачпадом.

## BlueStacks для Mac
27 червня 2012 року компанія випустила першу альфа версію програмного забезпечення App Player для macOS тоді як бета-версія вийшла 27 грудня 2012 року.
У квітні 2015 року компанія BlueStacks, Inc. оголосила, що розробляється нова версія App Player для macOS, 2.0, яка вийшла в липні.

## BlueStacks 2
У грудні 2015 року компанія BlueStacks, Inc. випустила нову версію BlueStacks 2.0 яка дозволяє користувачам одночасно запускати кілька додатків для Android. BlueStacks 2.0 також був доступний для Mac OS X 10.9 Mavericks або пізнішої версії, до 2018 року.

## BlueStacks TV (BTV)
7 квітня 2016 року компанія випустила BlueStacks TV, який інтегрував Twitch.tv безпосередньо в програвач додатків BlueStacks. Це доповнення дозволяє користувачам передавати свої програми на Twitch без потреби в додатковому обладнанні або програмному забезпеченні. BlueStacks випустила інтеграцію Facebook Live у вересні 2016 року, що дозволило користувачам транслювати свій геймплей у свої профілі Facebook, контрольовані ними сторінки або групи Facebook, до яких вони належать.

## BlueStacks 3
У липні 2017 року компанія BlueStacks випустила BlueStacks 3 на основі абсолютно нового двигуна та інтерфейсного дизайну. BlueStacks 3 додав App Center, який персоналізує ігрові пропозиції, систему облікових записів, чат, новий інтерфейс відображення клавіш та багатовимірний екземпляр. Багатопримірник дозволяє користувачам запускати кілька вікон BlueStacks, використовуючи той самий або інший обліковий запис Google Play.

### BlueStacks 3N
19 січня 2018 року BlueStacks оголосив про випуск BlueStacks + N Beta, який працює на Android 7 (Android Nougat) і заявив, що є першою та єдиною ігровою платформою Android, яка на той час мала Android 7, оскільки більшість емуляторів Android працювали на Android 4.4 (KitKat), включаючи попередні версії BlueStacks. Ця бета-версія оснащена оновленим графічним рушієм «HyperG», що дозволяє BlueStacks використовувати повний спектр API 7 для Android

## BlueStacks 4
18 вересня 2018 року компанія BlueStacks оголосила про випуск своєї останньої флагманської версії BlueStacks 4. Тести BlueStacks 4 в 6-8 разів швидші, ніж будь-який мобільний телефон, згідно з тестом Antutu. BlueStacks 4 також включає динамічне управління ресурсами, яке лише ініціалізує необхідні бібліотеки Android, таким чином звільняючи ресурси. Нова док-станція та пошук пропонують чистий користувальницький інтерфейс. Новий інструмент зіставлення ключів на основі AI автоматично відображає ключі в підтримуваних іграх із налаштуванням ключів, також доступний для подальшого налаштування. Крім того, BlueStacks 4 підтримує як 32-розрядну, так і 64-розрядну версію Android 7.1.2 Nougat.
Розробка macOS була перезапущена, і версія 4 наразі доступна на вебсайті станом на листопад 2019 року, вперше випущена для Mac у січні 2019 року.

## BlueStacks 4 64-бітна бета-версія
17 січня 2019 року BlueStacks випустила 64-бітну версію BlueStacks 4 у ранній доступ. Вона працює на Android 7.1.2, що дозволяє підвищити продуктивність та ефективніше використовувати пам'ять. Передумови для запуску цієї збірки включають запуск 64-бітної версії Windows 8 або новішої версії з увімкненою віртуалізацією та вимкненою Hyper-V Цей 64-розрядний випуск дозволяє встановлювати та використовувати програми для Android ARM64-v8a.

## BlueStacks 5
19 травня 2021 року BlueStacks випустила BlueStacks 5.

## Мінімальні вимоги
Мінімальні вимоги емулятора для Windows: Windows 7 або вище, 2 ГБ або вище системної пам'яті, 5 ГБ місця на жорсткому диску, права адміністратора та процесор Intel або AMD. BlueStacks конфілктує з антивірусним програмним забезпеченням BitDefender. Також рекомендується завантажити останню версію драйвера графічної карти.
Мінімальними системними вимогами до macOS є: macOS Sierra або вище, 4 ГБ оперативної пам'яті, 4 ГБ дискового простору.

## GamePop
9 травня 2013 року було оголошено про передплатну послугу GamePop. Це дозволяє користувачам грати до 500 мобільних ігор по телевізору. 23 липня 2014 року Samsung оголосив що інвестував і підтримує GamePop. Це призвело до загальних зовнішніх інвестицій у BlueStacks до 26 мільйонів доларів.